# 돈 (2006년 인도 영화)
돈(Don)은 2006년 개봉한 인도의 액션 영화이다.

## 캐스팅
- 샤룩 칸 - Don
- 프리양카 초프라 - Roma
- 아르준 람팔 - Jasjit